# Airbus A321 MPA
L'Airbus A321 MPA (Marine Patrol Aircraft) est une proposition d'Airbus Defence and Space pour une variante de patrouille maritime [PATMAR] de l'Airbus A321, destinée à concurrencer le Boeing P-8 Poséidon, et plutôt que l'A320neo envisagé dans un premier temps pour cette catégorie,. Il répond à la demande mondiale croissante d'avions de patrouille maritime modernes. Le MPA est doté de systèmes de mission avancés, de la capacité de tirer des torpilles et des missiles anti-navires, ainsi que de capteurs de pointe.
En 2018, un accord de coopération militaire est signé entre la France et l'Allemagne pour le programme Maritime Airborne Warfare System [MAWS] basé sur l'A320neo, qui devait remplacer à l'horizon 2030 les Atlantique 2 français et les P-3 Orion allemands. Suite à des tergiversations allemandes et puis finalement à l'achat de Boeing P-8 Poséidon par ce pays, le programme est abandonné en 2021.
En janvier 2023, la Direction générale de l’armement [DGA] notifie à Airbus une étude d’architecture concernant le « système de patrouille maritime du futur », mais également à Dassault Aviation. Les deux industriels doivent lui remettre sous 18 mois des propositions pour une « solution économiquement intéressante répondant au besoin opérationnel de la Marine nationale à l’horizon post-2030 », tout en laissant la porte ouverte à la « coopération avec d’autres partenaires européens potentiellement intéressés ». Et de préciser que les innovations envisagées devaient « porter sur l’amélioration des capteurs, des moyens de communication, sur l’introduction de logiques basées sur de l’intelligence artificielle ou sur l’intégration de l’armement, notamment le Futur missile anti navire [FMAN] »,,.
Finalement, début 2025, c'est l'offre d'Airbus qui est retenue par le Ministère des Armées ; la DGA signe un contrat pour une étude de levée de risques avec Airbus Defence and Space, mandataire, et Thales en co-traitance. La capacité d’emport de munitions, comme le Futur missile antinavire, et la possibilité d’embarquer un second équipage pour les missions de longue durée semblent avoir été des critères déterminants pour le choix de l’A321MPA, même si son coût est élevé (estimé à une centaine de millions d’euros).
Le fuselage de l'A321 permet une plus grande capacité de carburant et de chargement par rapport aux modèles plus petits tels que l'Airbus C295 Persuader ou un possible A-319 MPA, étendant ainsi considérablement la portée opérationnelle. Alors que le C295 Persuader vise les patrouilles maritimes pour les pays aux exigences limitées, l'A321 MPA vise à rivaliser dans la catégorie des avions dotés d'une plus grande autonomie et d'une plus grande capacité, où le Boeing P-8 Poseidon a dominé le marché ces dernières années. Cela a toutefois généré une certaine rivalité au sein d'Airbus, puisque les deux plateformes ciblent des segments de marché différents, et ne sont pas construits dans les mêmes usines et pays partenaires d'Airbus,. L'avionneur affirme que le choix de l'A321 offre des avantages logistiques et de maintenance aux opérateurs utilisant déjà des avions de la famille A320, l'appareil de base étant utilisé en masse, pouvant être entretenu et réparé dans le monde entier.
Le Boeing P-8 Poséidon, basé sur le Boeing 737, constitue actuellement la norme en matière de patrouille maritime à longue distance, il est utilisé par des pays comme les États-Unis, l'Inde, l'Australie, la Corée du Sud et l'Allemagne. Cependant, Airbus souligne que l'A321 MPA offre une conception plus moderne, une efficacité énergétique et des coûts d'exploitation inférieurs.